# Daňkův vrch
Daňkův vrch (773 m n. m.) je svah či stráň náležící z geomorfologického hlediska do Krkonošského podhůří, konkrétně do Vysocké hornatiny. Leží na pomezí Krkonošského podhůří a Krkonoš; svah se nachází 1,4 kilometru jihozápadně od vrcholu kopce Kobyla, jenž však patří již k vlastním Krkonoším.
Na jižním úbočí Daňkova vrchu a Kobyly se rozkládá obec Jestřabí v Krkonoších. Přímo na vrcholové plošině se nachází polní letiště (kód ULJEST), dříve využívané lesníky a zemědělci pro práškování polí a lesů. Dnes je ke svému účelu využíváno minimálně, například při hasičských cvičeních. Ze svahu se naskýtají daleké výhledy.